# Caistor St. Edmund
Caistor St. Edmund is een civil parish bij Norwich in het oosten van Engeland.
Er lag in de tijd van het Romeinse Rijk op de plaats van Caistor St. Edmund een nederzetting: Venta Icenorum.